# 潘集西站
潘集西站是一个阜淮线上的铁路车站，位于安徽省淮南市潘集区芦集镇，建于1979年，目前为四等站，邮政编码为232098。目前客运：办理旅客乘降；行李、包裹托运；货运：仅办理整车路用货物发到。